# Ralph Byrd
Ralph Byrd (22 de abril de 1909 – 18 de agosto de 1952) fue un actor estadounidense, conocido sobre todo por encarnar a Dick Tracy en la pantalla, tanto en largometrajes como en seriales cinematográficos y televisión.

## Biografía
Nacido en Dayton (Ohio), Byrd era un buen actor todoterreno. En los inicios de su trabajo para los seriales de Dick Tracy en Republic Pictures, interpretaba papeles como los de camionero, leñador, cowboy, etc., a pesar de que su aspecto físico no casaba con el de esos personajes.
Republic escogió a Byrd para interpretar al detective de las tiras cómicas de Chester Gould, Dick Tracy, en el serial de 1937 del mismo nombre. Tuvo tanto éxito que se hicieron tres secuelas: Dick Tracy Returns, Dick Tracy's G-Men (con una joven Jennifer Jones con su nombre real, Phylis Isley), y Dick Tracy vs. Crime Inc.
RKO Pictures produjo un largometraje, Dick Tracy, en 1945, pero con Morgan Conway sustituyendo a Ralph Byrd. Los exhibidores se quejaron del cambio, y RKO volvió a contratar a Byrd para finalizar la serie. Dick Tracy's Dilemma y Dick Tracy Meets Gruesome (con Boris Karloff como Gruesome) se estrenaron en 1947.
Otro serial de RKO en el que trabajó Byrd fue S.O.S. Coast Guard, junto a Bela Lugosi y Richard Alexander.
Byrd se casó con la actriz y modelo Virginia Carroll en 1936. La pareja permaneció unida hasta el fallecimiento del actor, ocurrido en 1952 en Tarzana, California, a causa de un ataque cardiaco. Fue enterrado en el Cementerio Forest Lawn Memorial Park de Glendale (California).